# Christopher Cockerell
Sir Christopher Sydney Cockerell CBE RDI FRS (4 de juny de 1910 - 1 de juny de 1999) va ser un enginyer anglès, conegut per haver inventat l'aerolliscador o hovercraft.
Les seves contribucions al camp del transport i els seus esforços pioners per a crear un vehicle capaç de desplaçar-se per l'aigua, la terra i el gel van obrir noves possibilitats per a la mobilitat. La curiositat de Cockerell, unida a la seva ment metòdica i inventiva, ho va portar a experimentar amb diferents maneres d'aconseguir un transport eficient a través de diverses superfícies, la qual cosa va revolucionar les tecnologies de transport a mitjan el segle xx.
Nascut en 1910 a Anglaterra, Cockerell era fill d'un enginyer naval, la qual cosa probablement va despertar el seu interès per l'enginyeria i el disseny des de primerenca edat. Inicialment va estudiar en la Universitat de Cambridge, on es va centrar en la física, i després va seguir una carrera en la Real Força Aèria durant la Segona Guerra Mundial. Va ser durant aquest temps que Cockerell va començar a desenvolupar idees per a superar les limitacions dels mitjans tradicionals de transport, especialment en travessar terrenys difícils, com a pantans o cossos d'aigua. Després de la guerra, va iniciar la seva obra més famosa: el desenvolupament de l'aerolliscador.
A principis de la dècada de 1950, Cockerell es va embarcar en el repte de crear un vehicle capaç de "surar" sobre el sòl mitjançant un coixí d'aire. El seu avanç va arribar quan es va adonar que, utilitzant potents ventiladors per a forçar aire sota una plataforma, podria generar sustentació i reduir la fricció, permetent que la nau es llisqués sobre superfícies com a aigua, terra o gel amb mínima resistència. Aquesta idea innovadora ho va portar a construir el primer prototip funcional, al qual va anomenar "aerolliscador", en 1955. Encara que inicialment va ser rebut amb escepticisme, l'aerolliscador finalment es va convertir en un mitjà de transport pràctic i comercialment viable, utilitzat en aplicacions militars, transbordadors per a passatgers i operacions de rescat, entre altres.
La invenció de Cockerell va ser el resultat d'anys d'acurada recerca i desenvolupament, combinant el coneixement teòric amb l'experimentació pràctica. Malgrat els desafiaments que va enfrontar per a obtenir reconeixement i finançament per al seu treball, la seva determinació i visió finalment van conduir a l'adopció generalitzada de la tecnologia de l'aerolliscador. Avui dia, el llegat de Cockerell perdura en diverses indústries, on la seva invenció continua sent un testimoniatge de la inventiva humana i la cerca del progrés. El seu treball exemplifica el poder de la persistència i la importància del pensament creatiu per a resoldre complexos desafiaments d'enginyeria.

## Primers anys i educació
Cockerell va néixer a Cambridge, on el seu pare, Sir Sydney Cockerell, era conservador del Museu Fitzwilliam, ja que anteriorment havia estat el secretari de William Morris. La seva mare era la il·lustradora i dissenyadora Florence Kingsford Cockerell. Christopher va assistir a l'escola preparatòria de St Faith's i es va educar a la Gresham's School, a Holt (Norfolk). Es va matricular a Peterhouse, a Cambridge, per estudiar enginyeria mecànica i va ser tutoritzat per William Dobson Womersley.
Va començar la seva carrera com a alumne de postgrau treballant per a W. H. Allen, Sons & Co. de Bedford de 1931 a 1933. Després de tornar a la Universitat de Cambridge el 1934 per estudiar ràdio i electrònica, va entrar a treballar a la Radio Research Company. En 1935 va passar a treballar en la Marconi Company, i poc després es va casar amb Margaret Elinor Belsham (4 de setembre de 1913 - setembre de 1996). Van viure en l'ara catalogat com de Grau II Gai Bowers Cottage en Danbury, Essex des de 1940 fins a 1951.
Durant la seva estada a Chelmsford, va dirigir un equip de recerca en la cabanya Marconi de Writtle i va treballar en molts sistemes, inclòs el radar.
Després de la Segona Guerra Mundial va contribuir al desenvolupament de diversos equips sofisticats, inclosa la tecnologia de radiolocalització, i el primer equip utilitzat per la BBC en el Alexandra Palace.

## L'hovercraft
El 1935 va passar a treballar a la Marconi Company, i poc després es va casar amb Margaret Elinor Belsham (4 de setembre de 1913 - setembre de 1996). Van viure en l'ara catalogat com de Grau II Gay Bowers Cottage a Danbury, Essex des de 1940 fins a 1951.
Va treballar a la Marconi Company fins al 1950. Quan va deixar aquesta companyia, va comprar Ripplecraft Ltd., una petita empresa de lloguer de vaixells 
Després de la Segona Guerra Mundial va contribuir al desenvolupament de diversos equips sofisticats, inclosa la tecnologia de radiolocalització, i el primer equip utilitzat per la BBC a l’Alexandra Palace i caravanes de Norfolk, amb un llegat deixat pel seu sogre. L'empresa va guanyar pocs diners i Cockerell va començar a pensar com podia fer que l'embarcació anés més ràpid. La companyia Thornycroft el va conduir a treballs anteriors, en què un petit vaixell havia estat parcialment aixecat de l'aigua per un petit motor.
El major invent de Cockerell, l'hovercraft, va sorgir d'aquest treball. Se li va ocórrer que si tota l'embarcació s'elevés de l'aigua, l'embarcació no tindria efectivament cap arrossegament. Això, va conjecturar, donaria a l'embarcació la possibilitat d'assolir una velocitat màxima molt superior a la que podrien aconseguir els vaixells de l'època.
La teoria de Cockerell era que, en lloc de només bombar aire sota l'embarcació, com feia Thornycroft, si l'aire es canalitzés en lloc de formar un estret raig al voltant del perímetre de l'embarcació, l'aire en moviment formaria una cortina d'impuls, una paret d'aire en moviment que limitaria la quantitat d'aire que es filtraria. Això significava que el mateix coixí d'aire d'alta pressió podia mantenir-se amb un motor molt més petit; i per primera vegada, es podia aixecar completament una embarcació de l'aigua. Cockrell va provar els seus dissenys al poble de Somerleyton (Suffolk).
Va provar les seves teories amb una aspiradora i dues llaunes. Es va trobar que la seva hipòtesi tenia potencial, però la idea va trigar uns anys a desenvolupar-se i es va veure obligat a vendre possessions personals per finançar la seva investigació. El 1955, havia construït un model de treball a partir de fusta de balsa i havia presentat la seva primera patent per a l'aerostació (no., GB 854211). Cockerell havia trobat impossible interessar el sector privat en el desenvolupament de la seva idea, ja que tant la indústria aeronàutica com la naval ho veien fora del seu negoci principal.
Per tant, es va dirigir al govern britànic amb l'objectiu d'interessar-los en possibles aplicacions de defensa. Els líders dels grups de defensa no estaven interessats a proporcionar finançament i van posar la idea de l'hovercraft a la llista secreta del govern. Estar a la llista secreta va impedir que Cockerell fes públic el seu disseny.
Va romandre classificat fins al 1958, després de notícies sobre desenvolupaments similars al continent, es va desclassificar i Cockerell fou presentat a la NRDC (National Research Development Corporation). A la tardor de 1958, la NRDC va fer una comanda a Saunders-Roe per al primer hovercraft a gran escala. Aquest vaixell prototip es coneix per SR-N1 (Saunders-Roe - Nautical One) i va ser fabricat sota llicència de la NRDC. L'11 de juny de 1959 es va mostrar per primera vegada al públic el SR-N1, que era capaç de transportar quatre homes a una velocitat de 28 milles per hora. Setmanes després, va ser enviat a França. Va creuar amb èxit en dues hores el Canal de la Mànega entre Calais i Dover el 25 de juliol de 1959.
Al gener de 1959, la NRDC va formar una filial anomenada Hovercraft Development Ltd.. Cockerell era el director tècnic i la companyia controlava les patents que utilitzava per llicenciar diverses empreses del sector privat per fabricar embarcacions sota la marca registrada de Hovercraft.
Cockerell va rebre un doctorat honoris causa per la Universitat Heriot-Watt el 1971.

## Altres projectes
Més tard, Cockerell va desenvolupar la Cockerell Raft, un dispositiu hidràulic d'energia ondulatòria que tindria implicacions en el futur per a la generació d'electricitat.

## Reconeixements
- 1965 Medalla Howard N. Potts
- 1966 Va rebre un CBE

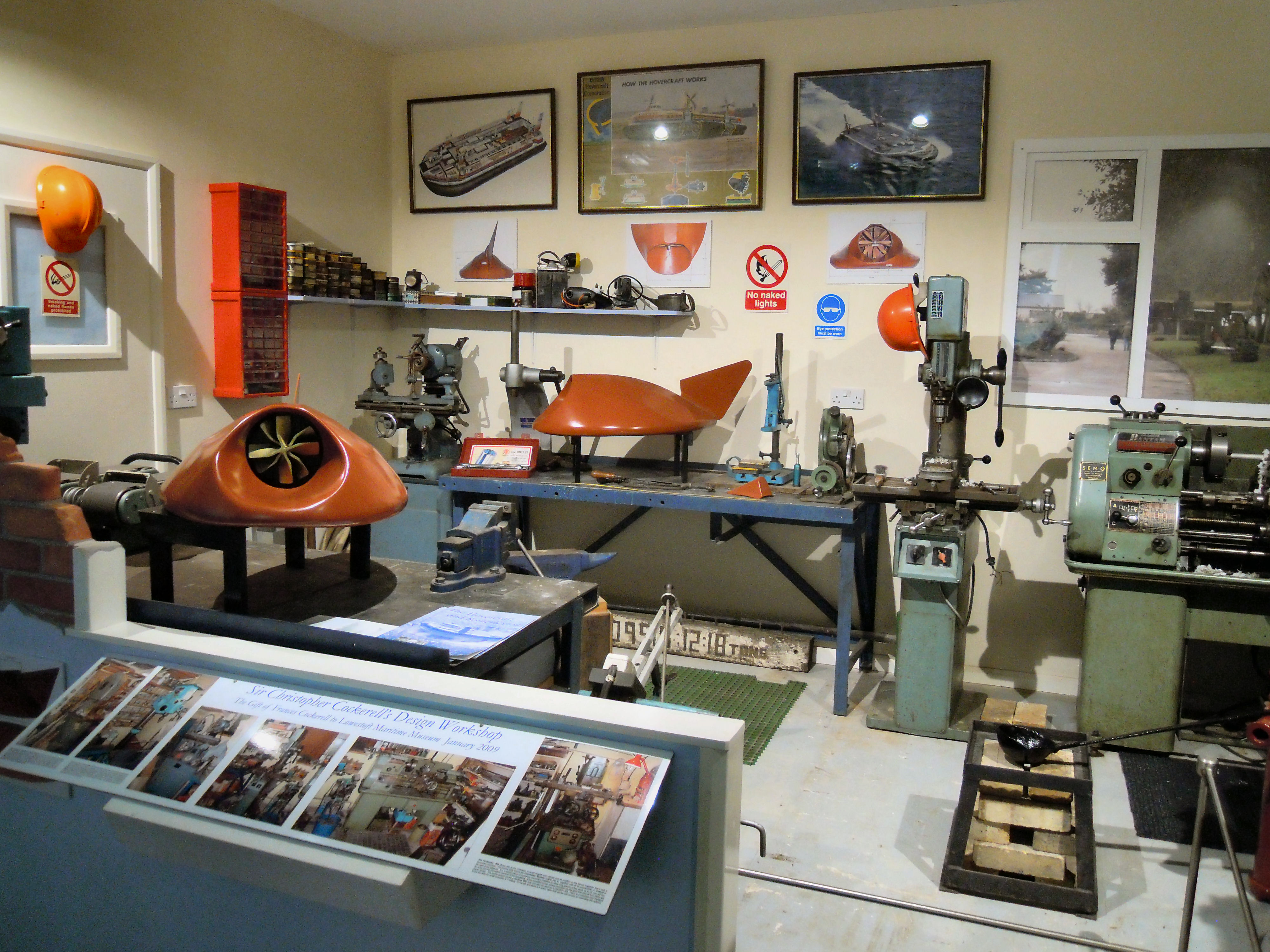
El taller de Cockerell es va tornar a muntar al Lowestoft Maritime Museum

- 1967 Escollit membre de la Royal Society
- 1968 Va rebre el premi Elmer A. Sperry pel seu desenvolupament de l'Hovercraft
- 1969 Va ser nomenat cavaller pels seus serveis a l'enginyeria

En la seva vida, el SR.N4 Hovercraft GH2008 Sir Christopher va rebre el nom del seu inventor. Va ser operat per Hoverlloyd (més tard Hoverspeed) a través del canal des de 1972 fins a 1991.
Una placa a Cockerell Rise, East Cowes, a l'Illa de Wight, marca la ubicació de White Cottage, on Cockerell va viure i treballar. La cabana ha estat enderrocada, però el garatge encara està dempeus. La placa va ser erigida pels Amics d'East Cowes amb el suport financer del Big Lottery Fund.
El taller de Cockerell, amb el seu torn, es va lliurar al Museu Marítim de Lowestoft a la seva mort el 1999, on es va tornar a muntar i ara s'exposa al públic.